# Qorghalzhyn Aūdany
Qorghalzhyn Aūdany är ett distrikt i Kazakstan.   Det ligger i oblystet Aqmola, i den centrala delen av landet, 120 km sydväst om huvudstaden Astana.